# East Stratton
East Stratton är en by i civil parish Micheldever, i distriktet Winchester, i grevskapet Hampshire i England. Byn är belägen 12 km från Winchester. East Stratton var en civil parish fram till 1932 när blev den en del av Micheldever. Civil parish hade 230 invånare år 1931.